# Władysław I płocki

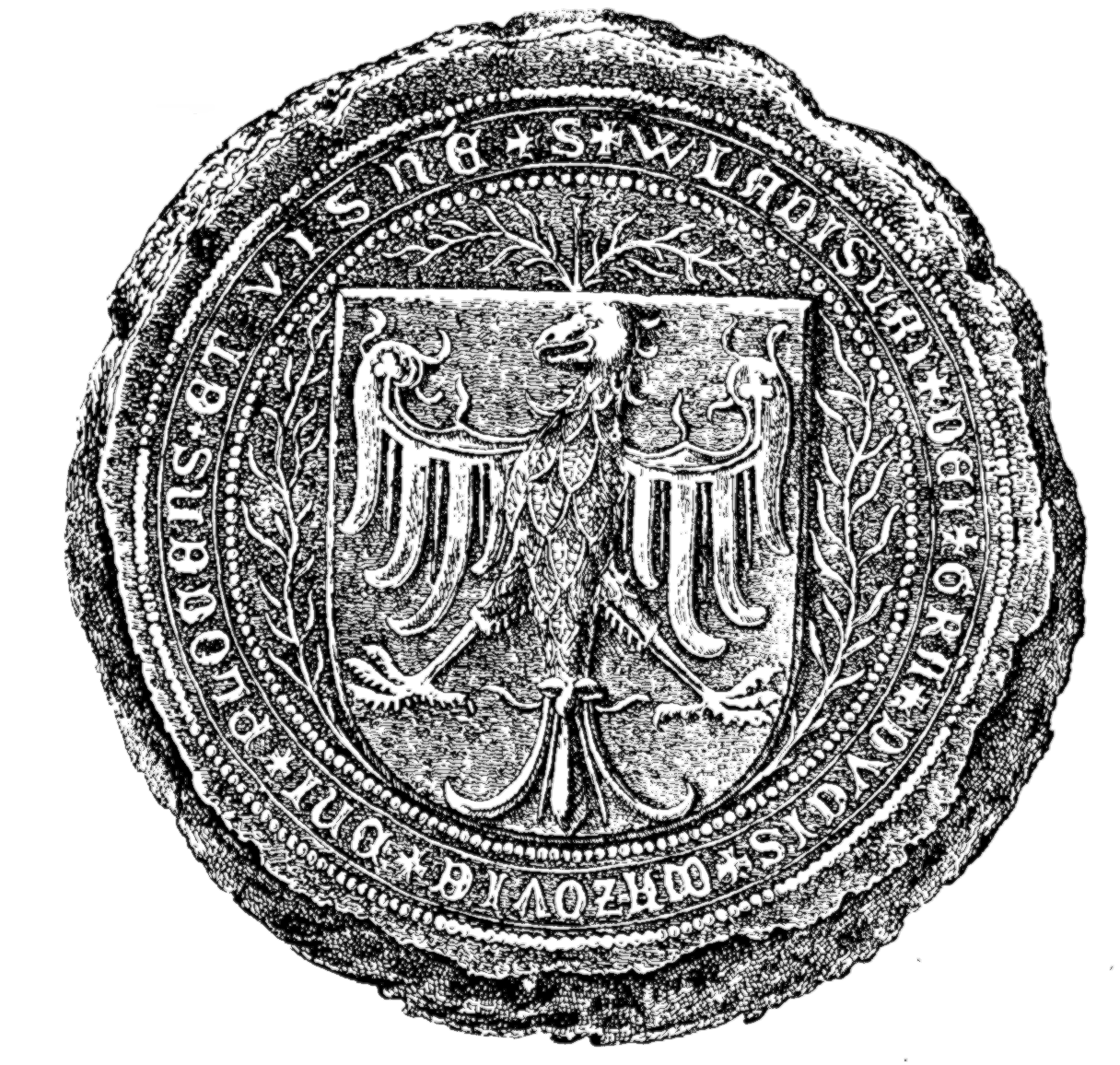
Pieczęć Władysława I płockiego z 1435

Władysław I (ur. między 1398 a 1411, zm. 11 lub 12 grudnia 1455) – książę mazowiecki na Płocku, Rawie Mazowieckiej, Gostyninie, Sochaczewie, Bełzie, Płońsku, Zawkrzu i Wiźnie razem z braćmi w latach 1426–1434, w latach 1434–1442 na ziemi płockiej, płońskiej, wiskiej i Zawkrzu, od 1442 r. ponownie nad całością ojcowizny (bez Gostynina).
Władysław I był czwartym pod względem starszeństwa synem księcia płockiego Siemowita IV i jego żony Aleksandry. Na kartach historii pojawia się po raz pierwszy w marcu 1424 r., kiedy to przebywał w Krakowie z okazji ślubu wuja księcia – Władysława Jagiełły z Zofią Holszańską.
Dwa lata później – na początku stycznia 1426 r. zmarł ojciec Władysława – Siemowit IV. Bracia postanowili wówczas, że nie dokonają podziału, a każdy z rodzeństwa zachowa formalnie prawo do rządów nad całością spadku jako tzw. bracia niedzielni. Jeszcze tego samego roku (8 września) Władysław razem ze starszymi braćmi Siemowitem V i Trojdenem II udali się do Sandomierza, gdzie złożyli królowi polskiemu hołd lenny.
W 1431 r. Władysław I, jako lennik wraz z braćmi wziął udział w kampanii na Wołyniu przeciwko zbuntowanemu przeciw Polsce Świdrygielle, nie odegrał jednak w nim większej roli.
Z nieznanych przyczyn w 1433 r. Władysław pokłócił się z braćmi i zdecydowanie sprzeciwił się ich propolskiej polityce grożąc związanie się z wrogim Jagiellonom zakonem. Przejawem niechęci do Polski, być może był fakt, że książę nie zjawił się na koronacji następcy Jagiełły – Władysława III w lipcu 1434 r. w Krakowie.
31 sierpnia 1434 r. Władysław I, wraz z braćmi Siemowitem V i Kazimierzem II zdecydowali się dokonać ostatecznego podziału ojcowizny. Władysławowi przypadła wówczas dzielnica płocka, wraz z ziemiami: płońską i wiską, oraz Zawkrzem.  31 grudnia 1435 roku podpisał akt pokoju w Brześciu Kujawskim.
Pod koniec lat trzydziestych Władysław I po raz kolejny zmienił swoją politykę względem Polski zbliżając się do pierwszej osoby w Koronie – biskupa krakowskiego Zbigniewa Oleśnickiego. Przejawem nowych stosunków była wizyta księcia, wraz z Siemowitem V, 20 kwietnia 1438 w Nowym Mieście Korczynie, gdzie książęta zdecydowanie wsparli linię polityczną biskupa (m.in. chodziło o sprawę odrzucenia przez Polskę propozycji objęcia tronu czeskiego przez Kazimierza Jagiellończyka). Tam też Władysław I razem z kuzynem – Bolesławem IV warszawskim zgodzili się na przystąpienie 25 kwietnia do konfederacji skierowanej przeciwko polskim zwolennikom husytyzmu skupionych wokół Spytka z Melsztyna.
Znajomość zawiązana przez Władysława I w Nowym Mieście Korczynie z Bolesławem IV zaowocowała wkrótce wspólną polityką wschodnią książąt mazowieckich. Piastowie, zapewne za wiedzą i zgodą Polaków wystąpili wówczas przeciwko Litwie, korzystając z zamieszania panującego po śmierci w 1440 r. Zygmunta Kiejstutowicza. Oficjalnym pretekstem były roszczenia książąt względem Podlasia, które kiedyś (dożywotnio) było w posiadaniu Janusza Starszego. Działania zbrojne na pograniczu Władysław rozpoczął jednak niezwykle ostrożnie, pozostawiając pole do działania Bolesławowi IV. W konsekwencji Władysławowi udało się wtedy zająć tylko Bielsk. Niechęć do większego wysiłku militarnego ze strony Władysława ujawniła się wyraziściej w 1444 r., kiedy to książę płocki nie wysłał pomocy Bolesławowi walczącemu z upominającymi się o straty Litwinami.
Dwa lata wcześniej śmierć w krótkim odstępie czasu dwóch braci – Siemowita V i Kazimierza II uczyniła Władysława władcą niemal całości ojcowizny (w rękach wdowy po Siemowicie Małgorzaty raciboskiej, jako oprawa wdowia pozostał Gostynin). Przejęcie blisko połowy Mazowsza i ziemi bełskiej umożliwiło Władysławowi prowadzenie bardziej elastycznej polityki.
Szczególnie dwuznacznie wyglądało to w relacjach z Litwą, w której od 1440 r. panował brat władcy Polski Władysława III (który był panem lennym Piastów Mazowieckich) – Kazimierz IV Jagiellończyk. Książęta mazowieccy zdecydowanie wtedy poparli Michajłuszkę, syna zamordowanego Zygmunta Kiejstutowicza, którego nie tylko przyjęto przychylnie na dworach w Warszawie i Płocku (pozwolono również na agitację polityczną), ale również wydano za niego siostrę Władysława – Katarzynę.

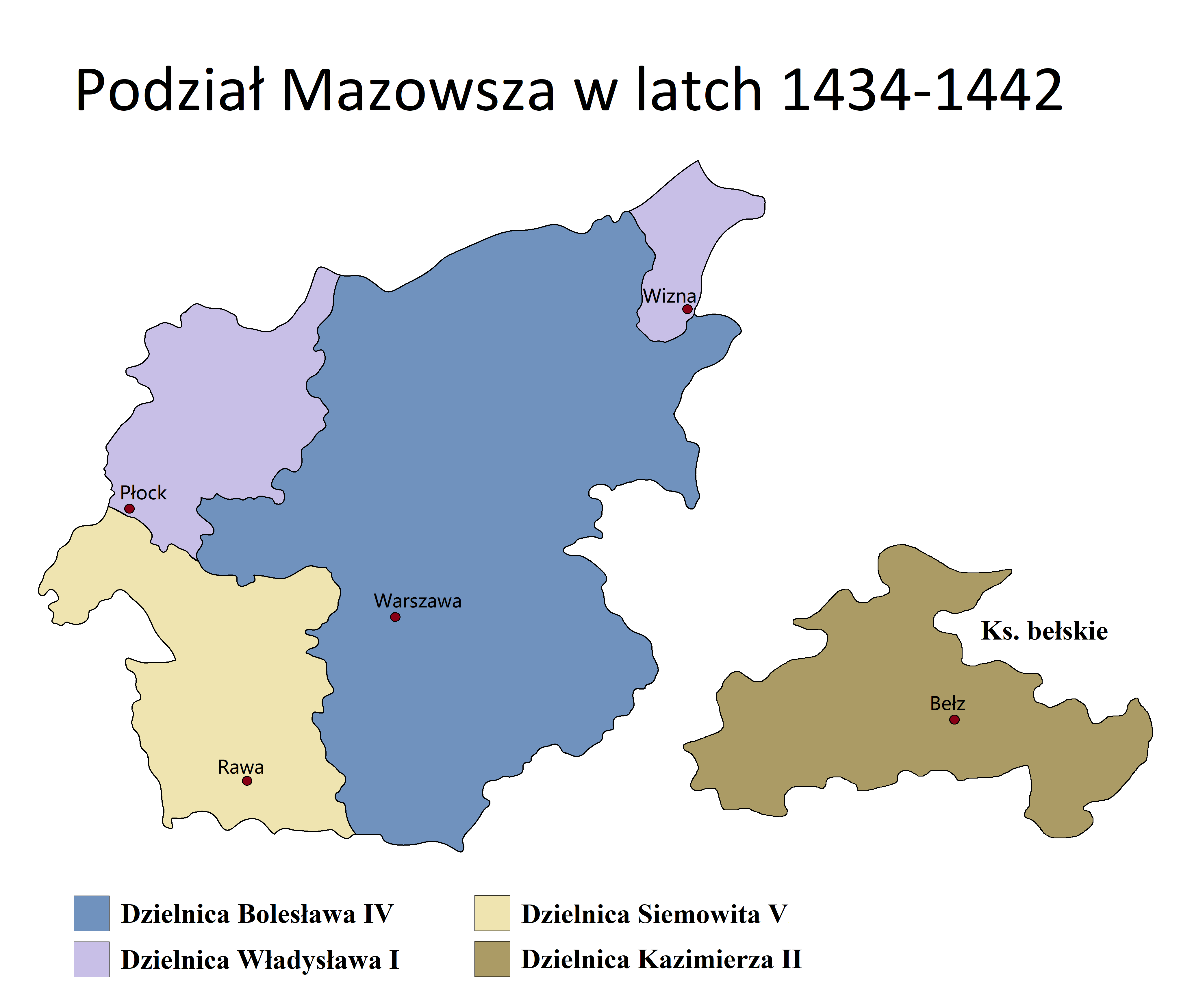
Podział Mazowsza w latach 1434-1442

Polityka poparcia dla kontrkandydata Kazimierza do tronu litewskiego okazała się szczególnie niebezpieczna po 1447 r., kiedy młodszy Jagiellon został królem Polski. W 1448 r. Kazimierz Jagiellończyk upomniał się mianowicie o ziemię bełską, przejętą przez Władysława po zmarłym w 1442 r. bracie Kazimierzu II. Tylko dzięki kontaktom z Fryderykiem III Habsburgiem siostrzeńcem Władysława (był to syn Cymbarki córki Siemowita IV) udało się przekonać Jagiellona do zgody. Zgodnie z zawartą wówczas umową Władysław pozostał księciem bełskim, w zamian za co przestał popierać Michajłuszkę i uznał Kazimierza IV władcą litewskim.
Ostatecznie w 1450 r. doszło do pełnej zgody, czego przejawem było wysłanie zgodnie z obowiązkiem lennym przez Władysława oddziałów zbrojnych na wyprawę mołdawską. Niemniej Władysław do końca życia pozostał nieprzychylnie nastawiony względem Polski, o czym świadczy z kolei kwestia zachowania neutralności po wybuchu wojny trzynastoletniej z zakonem krzyżackim, w którym to konflikcie Piast usiłował odegrać rolę mediatora.
Żoną Władysława I została w 1442 lub 1443 r. Anna, córka księcia oleśnickiego Konrada V. Z małżeństwa tego pochodzili dwaj synowie: Siemowit VI i Władysław II. Władysław I Płocki zmarł w nocy z 11 na 12 grudnia 1455 r. w swoim pałacu położonym w Niedźwiedzy niedaleko Sochaczewa. Przyczyną śmierci była zapewne dziedziczna choroba książąt mazowieckich: gruźlica. Książę został pochowany w katedrze płockiej. Po śmierci Władysława władzę na jego dzielnicą w imieniu jego małoletnich synów objęła regencja pod przewodnictwem biskupa płockiego Pawła Giżyckiego. Żonie Annie oleśnickiej książę zostawił jako oprawę wdowią kasztelanię sochaczewską.

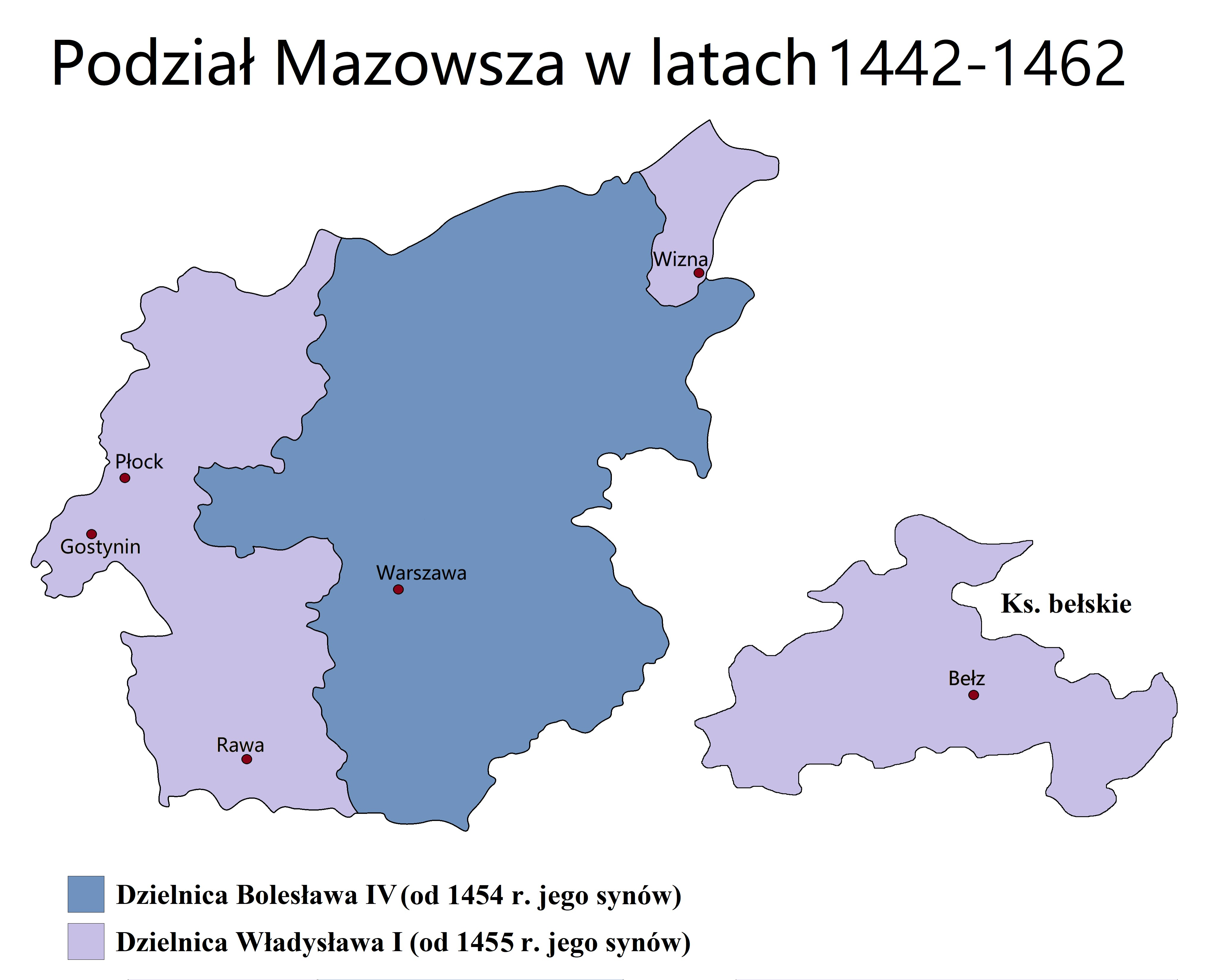
Podział Mazowsza w latach 1442-1462

|  |                        |  |  |  |  |  |  |  |  | Trojden I |  |  |  |
|  |                        |  |  |  |  |  |  |  |  |           |  |  |  |
|  |                        |  |  |  |  |  |  |  |  |           |  |  |  |
|  |                        |  |  |  |  |  |  |  |  |           |  |  |  |
|  | Siemowit III           |  |  |  |  |  |  |  |  |           |  |  |  |
|  |                        |  |  |  |  |  |  |  |  |           |  |  |  |
|  |                        |  |  |  |  |  |  |  |  |           |  |  |  |
|  |                        |  |  |  |  |  |  |  |  |           |  |  |  |
|  | Maria                  |  |  |  |  |  |  |  |  |           |  |  |  |
|  |                        |  |  |  |  |  |  |  |  |           |  |  |  |
|  |                        |  |  |  |  |  |  |  |  |           |  |  |  |
|  |                        |  |  |  |  |  |  |  |  |           |  |  |  |
|  | Siemowit IV            |  |  |  |  |  |  |  |  |           |  |  |  |
|  |                        |  |  |  |  |  |  |  |  |           |  |  |  |
|  |                        |  |  |  |  |  |  |  |  |           |  |  |  |
|  |                        |  |  |  |  |  |  |  |  |           |  |  |  |
|  | Mikołaj II opawski     |  |  |  |  |  |  |  |  |           |  |  |  |
|  |                        |  |  |  |  |  |  |  |  |           |  |  |  |
|  |                        |  |  |  |  |  |  |  |  |           |  |  |  |
|  |                        |  |  |  |  |  |  |  |  |           |  |  |  |
|  | Eufemia opawska        |  |  |  |  |  |  |  |  |           |  |  |  |
|  |                        |  |  |  |  |  |  |  |  |           |  |  |  |
|  |                        |  |  |  |  |  |  |  |  |           |  |  |  |
|  |                        |  |  |  |  |  |  |  |  |           |  |  |  |
|  | Anna raciborska        |  |  |  |  |  |  |  |  |           |  |  |  |
|  |                        |  |  |  |  |  |  |  |  |           |  |  |  |
|  |                        |  |  |  |  |  |  |  |  |           |  |  |  |
|  |                        |  |  |  |  |  |  |  |  |           |  |  |  |
|  | Władysław I płocki     |  |  |  |  |  |  |  |  |           |  |  |  |
|  |                        |  |  |  |  |  |  |  |  |           |  |  |  |
|  |                        |  |  |  |  |  |  |  |  |           |  |  |  |
|  |                        |  |  |  |  |  |  |  |  |           |  |  |  |
|  | Giedymin               |  |  |  |  |  |  |  |  |           |  |  |  |
|  |                        |  |  |  |  |  |  |  |  |           |  |  |  |
|  |                        |  |  |  |  |  |  |  |  |           |  |  |  |
|  |                        |  |  |  |  |  |  |  |  |           |  |  |  |
|  | Olgierd Giedyminowic   |  |  |  |  |  |  |  |  |           |  |  |  |
|  |                        |  |  |  |  |  |  |  |  |           |  |  |  |
|  |                        |  |  |  |  |  |  |  |  |           |  |  |  |
|  |                        |  |  |  |  |  |  |  |  |           |  |  |  |
|  | Jewna                  |  |  |  |  |  |  |  |  |           |  |  |  |
|  |                        |  |  |  |  |  |  |  |  |           |  |  |  |
|  |                        |  |  |  |  |  |  |  |  |           |  |  |  |
|  |                        |  |  |  |  |  |  |  |  |           |  |  |  |
|  | Aleksandra Olgierdówna |  |  |  |  |  |  |  |  |           |  |  |  |
|  |                        |  |  |  |  |  |  |  |  |           |  |  |  |
|  |                        |  |  |  |  |  |  |  |  |           |  |  |  |
|  |                        |  |  |  |  |  |  |  |  |           |  |  |  |
|  | Aleksander twerski     |  |  |  |  |  |  |  |  |           |  |  |  |
|  |                        |  |  |  |  |  |  |  |  |           |  |  |  |
|  |                        |  |  |  |  |  |  |  |  |           |  |  |  |
|  |                        |  |  |  |  |  |  |  |  |           |  |  |  |
|  | Julianna twerska       |  |  |  |  |  |  |  |  |           |  |  |  |
|  |                        |  |  |  |  |  |  |  |  |           |  |  |  |
|  |                        |  |  |  |  |  |  |  |  |           |  |  |  |
|  |                        |  |  |  |  |  |  |  |  |           |  |  |  |
|  | Anastazja halicka      |  |  |  |  |  |  |  |  |           |  |  |  |
|  |                        |  |  |  |  |  |  |  |  |           |  |  |  |
|  |                        |  |  |  |  |  |  |  |  |           |  |  |  |